# Портрет Марии Лопухиной
«Портрет М. И. Лопухиной» — работа художника Владимира Боровиковского (1757—1825), написанная им в 1797 году. Этот камерный портрет (холст, масло, 73,5 х 59 см) — один из самых популярных в творческом наследии художника. Боровиковский в период его создания был уже признанным мастером, известным как в Санкт-Петербурге, так и за пределами столицы. Портрет Марии Лопухиной долгое время хранился у её родственников и был заново открыт П. М. Третьяковым, который приобрёл его у В. С. и П. Ф. Перфильевых между 1885 и 1890 годом. Со временем имя художника стало ассоциироваться именно с этой его работой, называемой иногда «русской Моной Лизой». В настоящее время портрет входит в коллекцию живописи Государственной Третьяковской галереи (инвентарный номер 102).

## История создания
Владимир Боровиковский переехал в Санкт-Петербург в декабре 1788 года, ему был тридцать один год. На родине, Украине, в Миргороде, он, как и его отец, дядя и братья, занимался иконописью. Возможно, он работал и как светский художник, однако свидетельства об этом не сохранились. Неизвестны и его портреты, если он их писал, созданные до приезда в столицу. В ту эпоху русский портретный жанр переживал невиданный расцвет — чрезвычайно расширился круг заказчиков, представлявших не только высшую аристократию, но и простое дворянство и купеческое сословие. Особенной популярностью пользовались работы признанных мастеров Ф. Рокотова и Д. Левицкого.
Боровиковский поселился у Н. А. Львова, тот познакомил его с известными петербургскими художниками, членами Императорской Академии художеств. Львов также, используя свои связи, обеспечивал Боровиковского заказами. С 1792 года Боровиковский брал уроки у профессора Венской Академии художеств Иоганна Лампи, который работал в это время в Петербурге. Блестящий портретист, которому покровительствовала императрица Екатерина, он создал целую галерею образов петербургских аристократов. Боровиковский, пройдя краткий курс у Лампи — обучение завершилось не позднее того момента, как он был «назначен» в академики (членом Императорской Академии Боровиковский стал в 1795 году), воспринял манеру австрийского живописца. Он был самым способным из всех, кто прошёл учёбу у Лампи в Петербурге. Как и Лампи, Бровиковский писал портреты на пейзажных фонах, так же использовал тонкую красочную гамму, изображал модели в похожих позах, но в то же время сумел выработать свой собственный неповторимый стиль. К моменту написания портрета Марии Лопухиной Боровиковский был автором множества портретов, как созданных для круга близких друзей (например, двойной портрет крепостных девушек «Лизынька и Дашинька» (1794), миниатюрный — Г. Р. Державина (1794—1795)), так и заказных, в том числе портретов членов императорской фамилии. После отъезда Лампи из Петербурга Боровиковский снял его мастерскую на Миллионной улице и, судя по всему, много работал.
Портрет Марии был заказан, видимо, по случаю её замужества или её родителями или Лопухиными. Не сохранилось документальных подтверждений работы художника над этим полотном, нет и воспоминаний современников — в то время сам процесс создания картины не вызывал у окружающих особого интереса. Об авторстве Боровиковского свидетельствует лишь его подпись справа в нижнем углу: «Писал Боровиковский 1797 года». Известно, что Боровиковский не выезжал в этом году из Санкт-Петербурга, следовательно, картина была написана в столице. 
Традиционно в ту эпоху модель позировала художнику для портрета всего несколько сеансов, в течение которых он набрасывал в общих чертах лицо и фигуру. Дальнейшая работа велась в мастерской уже без присутствия портретируемого. Костюм модели, как правило, надевали на манекен, в мастерской же писались атрибуты и фоны (интерьер или пейзаж). Многослойная живопись масляными красками требует некоторого времени для высыхания каждого следующего слоя, что занимало в общей сложности несколько недель.

## Модель
На портрете изображена Мария Ивановна Лопухина (14 марта 1779—1803), урождённая Толстая, старшая из пяти дочерей графа Ивана Андреевича Толстого (1747—1811) и Анны Федоровны Майковой, сестра Фёдора Толстого-Американца. С 1797 года (ошибочная дата — 1801 год) она была женой егермейстера и действительного камергера Степана Авраамовича Лопухина (1769—1814), сына орловского наместника А. С. Лопухина. В связи со свадьбой Павел I даровал Лопухину звание егермейстера. В качестве свадебного подарка Лопухин приобрёл село Богородское (Мосальское) во 2-м стане Богородского уезда Московской губернии. До 1801 года молодые супруги жили в Петербурге. После гибели Павла I Лопухин вышел в отставку и переехал в имение Богородское. Брак был бездетным.

«Скончалась от чахотки», — писал Я. И. Булгаков 11 мая 1803 года из Москвы к сыну: 
Князь С. И. Голицын в новой печали: умерла жена у его двоюродного брата Степана Авраамовича Лопухина, на которой он женился около года назад, от чахотки, а не от пения, которым уморил Мускети меньшую Ладомирскую.
Марию Лопухину похоронили в фамильной усыпальнице рода Лопухиных на территории Спасо-Андрониковского монастыря к юго-востоку от Спасского собора. Степан Авраамович более не женился, он умер в 1814 году.

## Описание
Художник использовал традиционный приём репрезентативного портрета — окружение персонажа предметами и атрибутами, помогающими раскрыть его образ. Однако Боровиковский попытался показать не общественный статус Лопухиной, а личные, интимные стороны её характера. Основной темой портрета стало гармоничное слияние человека с природой, характерное для эстетики конца XVIII века, сложившейся под влиянием сентиментализма. Это слияние художник выражает через композиционно-ритмические и колористические соотношения.
Некоторая искусственность пейзажа сглаживается живописной кинетикой красочных мазков — художник объединил разнородные элементы, написав их в сходной манере. В то же время фигура Марии явственно выступает из фона на первый план. Пейзажная кулиса перекликается с обликом модели как линиями рисунка — изгиб женского тела вторит склонённым колосьям и стволов деревьев вдали, ветви дерева — очертаниям руки, так и цветом — белые берёзы отражаются в платье, цвет васильков — в шёлковом поясе, а поникшие бутоны роз — в нежно-лиловой шали. Художник сумел наполнить образ своей модели жизненной достоверностью, глубиной чувств и необычайной поэтичностью.

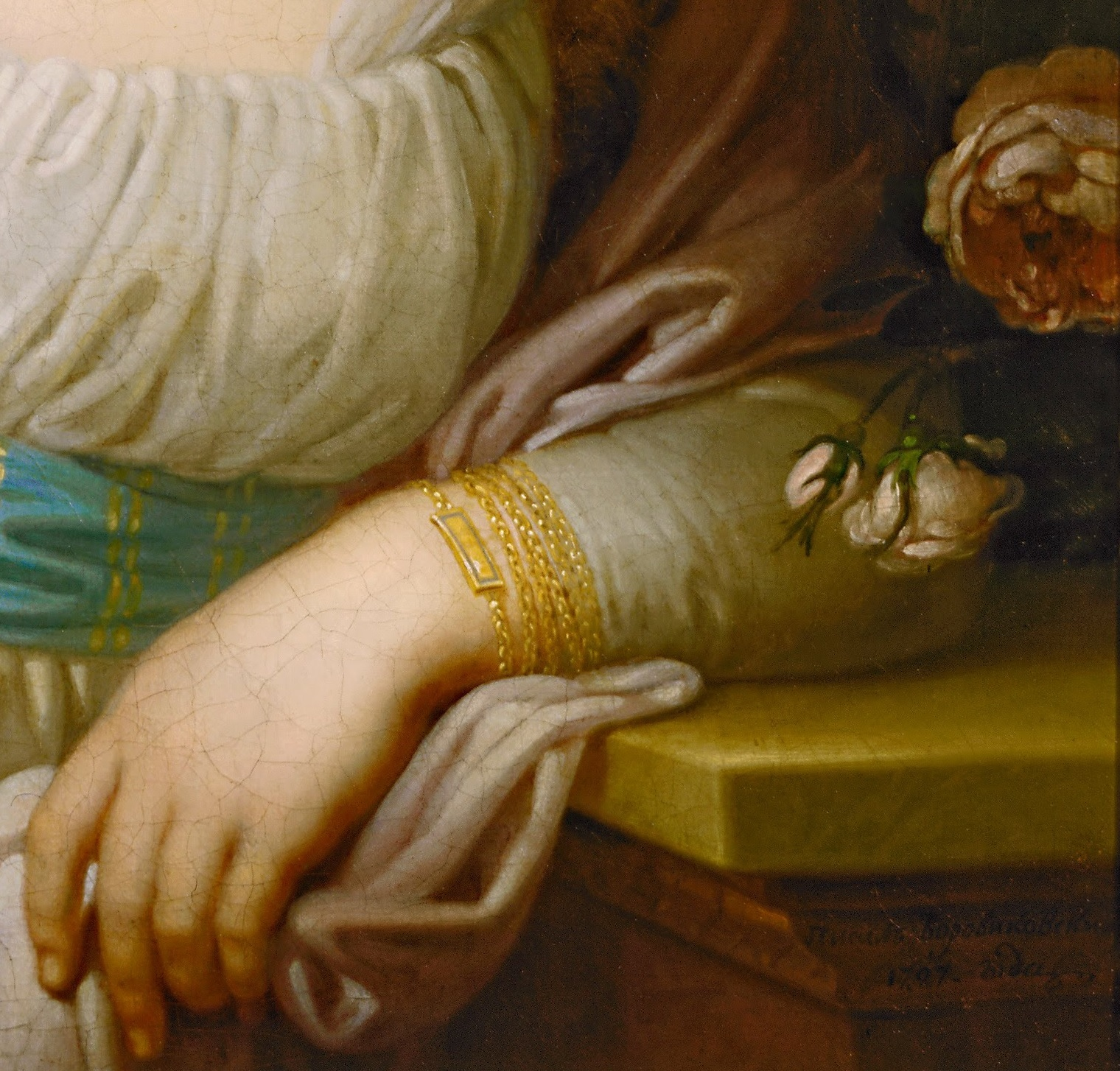
В. Боровиковский. Портрет М. Лопухиной (1797). Фрагмент

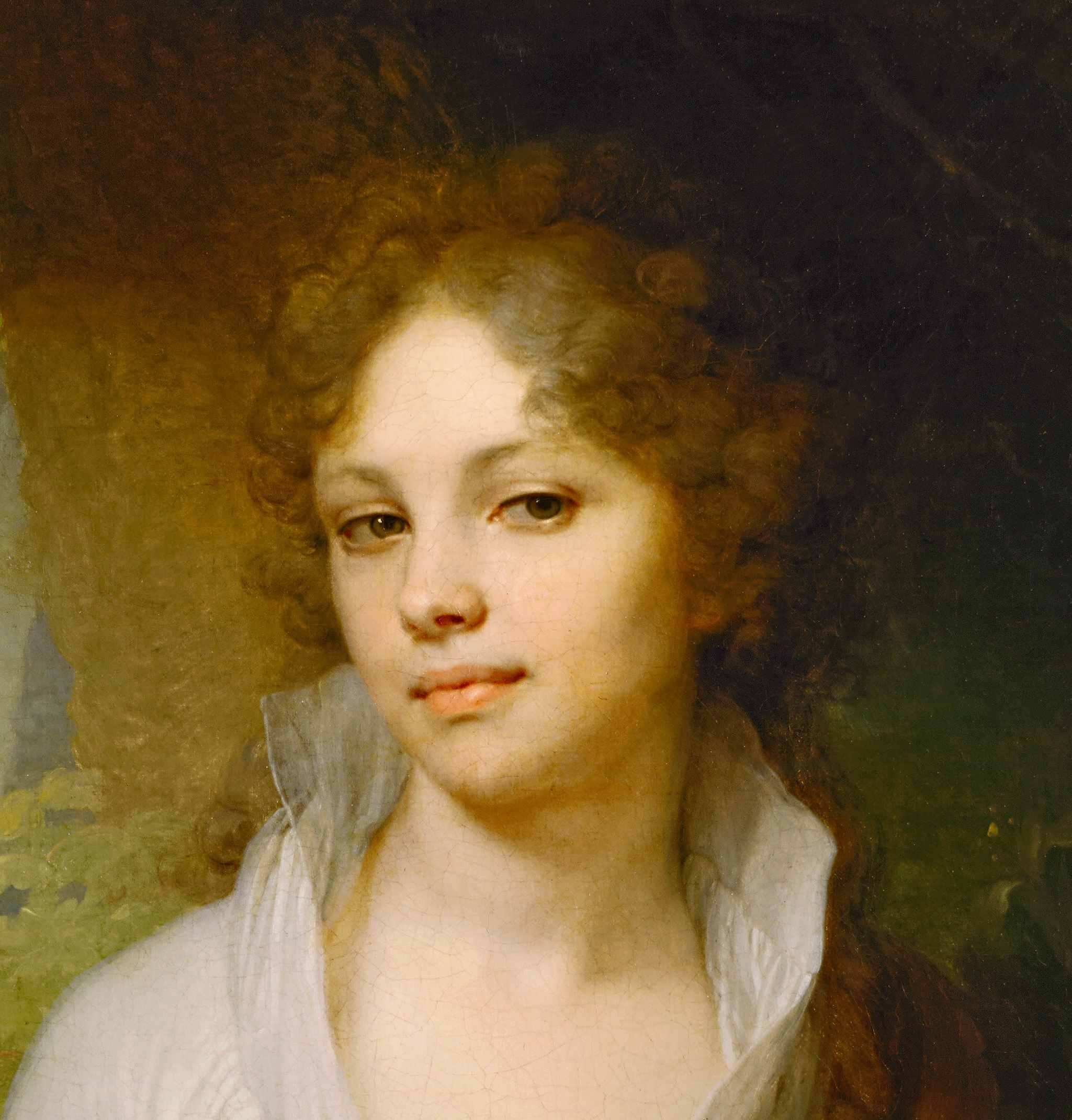
Фрагмент

Мария облокотилась на каменный постамент, поверх которого положена более светлая, чем он, плита. Возможно, этот постамент находился в мастерской художника, так как его можно видеть ещё на одной работе его авторства — портрете Е. А. Мусиной-Пушкиной (1797). Поза Лопухиной по видимости свободная, непринуждённая, на самом деле имеет античные корни. Молодая женщина стоит с переносом веса тела на одну ногу — это хиазм, известный по классической скульптуре. Поднятому бедру и опущенному плечу одной части тела (левой или правой) соответствует опущенное бедро и поднятое плечо другой. Тело принимает S-образный изгиб, который в XVIII веке благодаря Уильяму Хогарту получил название «линии красоты». Как считал Хогарт именно такой изгиб придавал телу особенную рафинированную пластичность.
Изобразить фигуру модели, создавая портрет по памяти и наброскам, художникам той эпохи помогало изучение античной скульптуры. Зарисовка слепков с антиков входила в классическую систему обучения европейского художника, она была принята и в Императорской академии художеств. Следование античным образцам придавало благородство облику портретируемого, «приподнимало» его над обыденностью, чему заказчики придавали особенное значение. Возникновению и развитию интереса к Древней Греции и Древнему Риму в конце XVIII века связано с именем историка искусства И. Винкельмана, первопроходца изучения искусства древнего мира с опорой на научные методы. Мода на классику значительно повлияла не только на стиль изобразительного искусства, она проникла и в повседневную жизнь. Последнее десятилетие века ознаменовано и изменением неформального костюма, прежде всего, женского. Платья светлых цветов, чаще всего белого, лишённые фижм, из лёгких, красиво драпирующихся ниспадающими складками тканей, вошедшие в обиход в это время, были отголоском благородной белизны древних изваяний и стройных колонн античного ордера.
Мария одета именно в такое платье-тунику, своим простым покроем имитирующее (но не повторяющее в точности) одежды античности. Такие платья ещё не носили при дворе, они пока выступали лишь в роли домашней одежды, в которой появлялись только среди близких людей. Платье сшито из лёгкой ткани, хлопчатобумажной или льняной, оно открывает зону декольте. В его вырез вшита полоса ткани, скроенной по косой, так называемое резере. В резере вставлялась тесьма, с помощью которой регулировался размер декольте. Платье подпоясано высоко под грудью широкой голубой лентой, вышитой золотыми нитями. В отличие от смелых европейских вариантов туника Марии достаточно консервативна — ткань непрозрачна, узкий рукав закрывает руку почти до запястья. Нижнее платье, шмиз, поддетое под тунику, имеет высокий стоячий воротник. Костюм завершает длинная шаль без рисунка, подчёркивающая «античный» облик дамы. В эту эпоху шали были незаменимым дополнением к лёгкому платью, их носили в любое время суток и года и в любой обстановке. На левой руке молодой женщины браслет из нескольких рядов золотой цепочки, застёгнутый прямоугольным эмалевым замком. Новый тип костюма, принципиально отличаясь от прежнего платья на каркасе, раскрывал иные возможности для пластики тела. В нём можно было ходить легко и быстро, принимать свободные, непринуждённые позы — изящный изгиб корпуса, с которым женщина облокотилась на плиту, стал возможен благодаря отсутствию корсета.

Лицо модели не соответствует классическому пониманию красоты, однако привлекает своим обаянием и естественностью. Добился ли художник портретного сходства, трудно сказать — какие-либо ещё портреты Марии Лопухиной неизвестны. Но то, что работа Боровиковского была принята заказчиками, а в те годы неудачный портрет возвращался художнику, показывает, что ему удалось передать характерные черты Марии. Однако, несмотря на всю индивидуальность её лица, прослеживается и общее сходство с другими моделями художника, продиктованное свойственной ему одному манерой письма. Выражение лица Марии отличается особенной неопределённостью: 
«Взгляд … как будто меняется в зависимости от освещения, от угла зрения и расстояния, становясь то надменным и равнодушным, то мягким и задумчивым, то насмешливым и не лишенным кокетства. Более того, настроение юной красавицы таинственным образом оказывается связанным с состоянием души зрителя, рассматривающего портрет…»
Из-за неоднозначности выражения лица, не поддающегося определённому толкованию, портрет называют «русской Моной Лизой», сравнивая его с известнейшей работой Леонардо да Винчи. Боровиковский деликатно прорабатывал черты модели самой тонкой кистью, накладывая тончайшие лессировочные слои и максимально сглаживая границы между областями различной тональности. Приём сфумато, используемый художником, помог ему почти неуловимыми переходами светотени придать необычайную живость лицу, порождающую у зрителя целую гамму разнообразных чувств.
Портрет с пейзажным фоном — популярный тип изображения в эпоху сентиментализма. Он был особенно распространён в английской живописи. Признанным мастером, органично объединявшим человека и природу (при этом жанр пейзажа в то время считался второстепенным) в одном произведении, был Томас Гейнсборо. К концу века тип портрета в природном окружении распространился и в России, а Боровиковского, часто писавшего женщин на фоне пейзажа, иногда даже называют «русским Гейнсборо». Лопухина изображена на фоне как бы природной кулисы, которая создаёт у зрителя ощущение пространственной глубины. Пейзаж во многом условен и декоративен, но в нём прослеживаются уже типичные черты русского национального пейзажа — стволы берёз, колосья ржи, васильки, причем цветы имеют важное символическое значение. Молодая женщина представлена художником в пространстве, которое привычно и естественно для неё, Мария словно прогуливалась по своему загородному имению и остановилась, легко и непринуждённо опираясь на плиту постамента.
Среда, в которую помещена Мария, сконструирована художником из тех элементов, что в реальной жизни вряд ли могли находиться в одном месте — деревья пейзажного парка, каменная балюстрада или постамент с вазоном, в котором растут розы и лилии и хлебное поле. Набор составляющих пейзажа не поддаётся однозначному толкованию в символическом плане, так как один и тот же атрибут имел несколько значений. В то время в портретной живописи важное значение имели предметы, окружающие модель. В мужских раскрывалась общественная сторона жизни персонажа, его заслуги перед государством. Этой цели служили мундир, в который был облачён персонаж, его награды, предметы, с которыми была связана его повседневная деятельность, портреты коронованных особ и т. д. В женском портрете художник посредством символического языка цветов (шире — растений) стремился показать внутренний мир модели, её душевные качества.
Справа внизу, на карнизе пьедестала, подпись: «Писалъ Боровиковскiй 1797. Года».
К началу XX века живописный слой картины потребовал срочной реставрации: от основы стал отслаиваться грунт, а красочный слой покрылся трещинами. Реставратор Д. Ф. Богословский удалил слой старого лака, который изменил колорит живописи, и перевёл её на новый холст. Однако методы реставрации тех лет не обеспечивали желаемой сохранности оригинальной живописи — вместе с лаком была удалена и часть верхних лессировочных слоёв.

## Провенанс
Портрет, созданный Боровиковским в 1797 году, долгое время находился в собрании родственников. Известно, что он хранился у племянницы Марии Ивановны — дочери Федора Толстого Прасковьи. Она стала супругой московского губернатора Перфильева, в их доме портрет впервые увидел Павел Михайлович Третьяков между 1885 и 1890 годами и приобрёл его.
Из воспоминаний дочери Павла Третьякова: «Должна указать на любовь и восхищение Павла Михайловича „стариками“, любовь, которую он в полной мере передал и нам. У него было несколько чудесных портретов работы Боровиковского, из которых особенно любили мы Лопухину».

## В культуре
Русский поэт Яков Петрович Полонский почти сто лет спустя, в январе 1885 года, посвятил картине стихотворение «К портрету»:
Она давно прошла, и нет уже тех глаз

И той улыбки нет, что молча выражали

Страданье — тень любви, и мысли — тень печали,

Но красоту её Боровиковский спас.

Так часть души её от нас не улетела,

И будет этот взгляд и эта прелесть тела

К ней равнодушное потомство привлекать,

Уча его любить, страдать, прощать, молчать.